# Ла-Тоба (Гвадалахара)
Ла-Тоба (ісп. La Toba) — муніципалітет в Іспанії, у складі автономної спільноти Кастилія-Ла-Манча, у провінції Гвадалахара. Населення — 107 осіб (2010).
Муніципалітет розташований на відстані близько 90 км на північний схід від Мадрида, 44 км на північ від Гвадалахари.

## Демографія
Динаміка населення (INE ):